# Pieter de Bloot
Pieter de Bloot (Rotterdam, 1601 – aldaar, circa 6 november 1658), was een Nederlands schilder.

## Leven en werk
De Bloot werd geboren uit Vlaamse ouders die naar Rotterdam waren verhuisd. Zijn werk werd sterk beïnvloed door de Vlaamse schilderkunst, met name door David Teniers. Hij kreeg vooral bekendheid met zijn genrestukken en landschappen, vooral van het platteland, met boerenonderwerpen. Daarnaast schilderde hij ook tal van religieuze en Bijbelse taferelen.
Tussen 1624 en 1630 huwde De Bloot drie maal; de eerste twee keren stierf zijn vrouw slechts enkele maanden na hun trouwen. Hij bezat meerdere huizen en gold klaarblijkelijk als een welgesteld man.

## Galerij

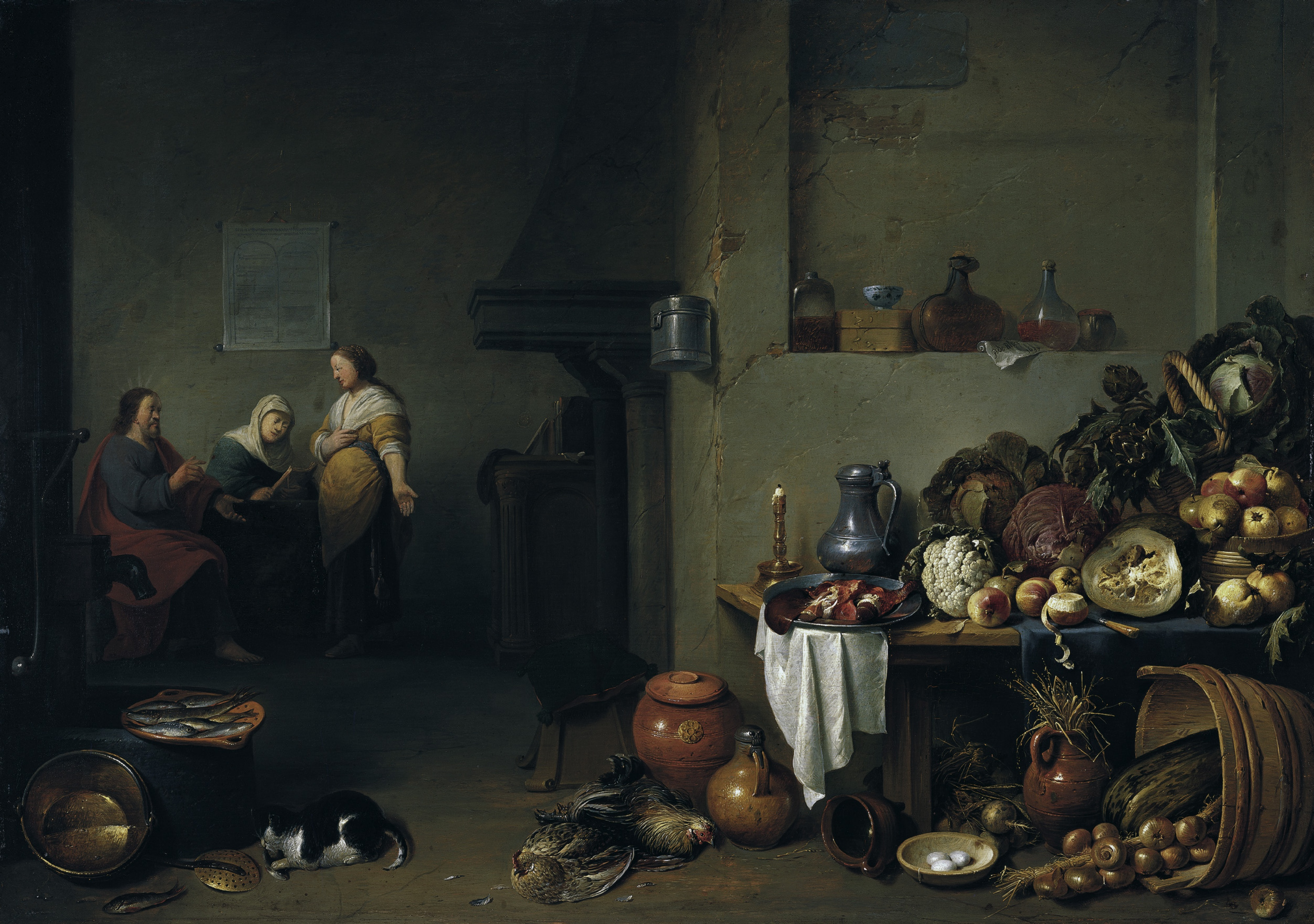
Christus met Maria en Martha, 1637
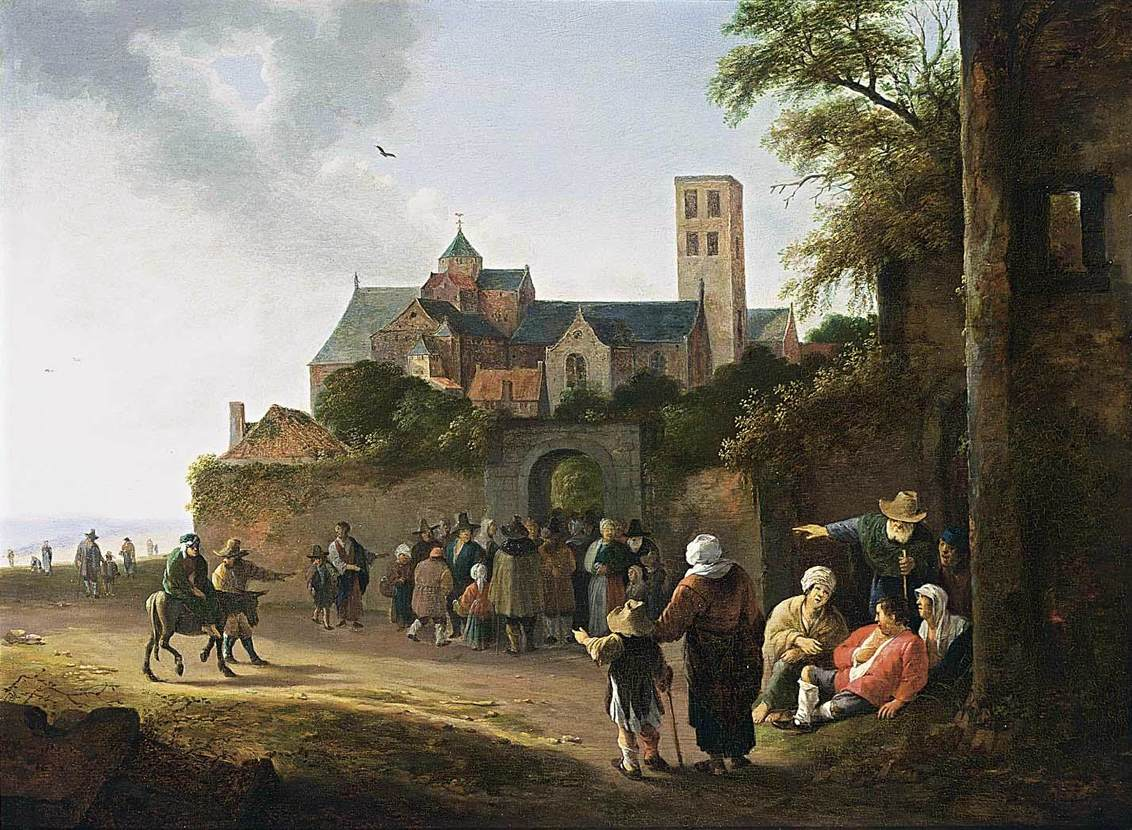
The Mariakerk in Utrecht
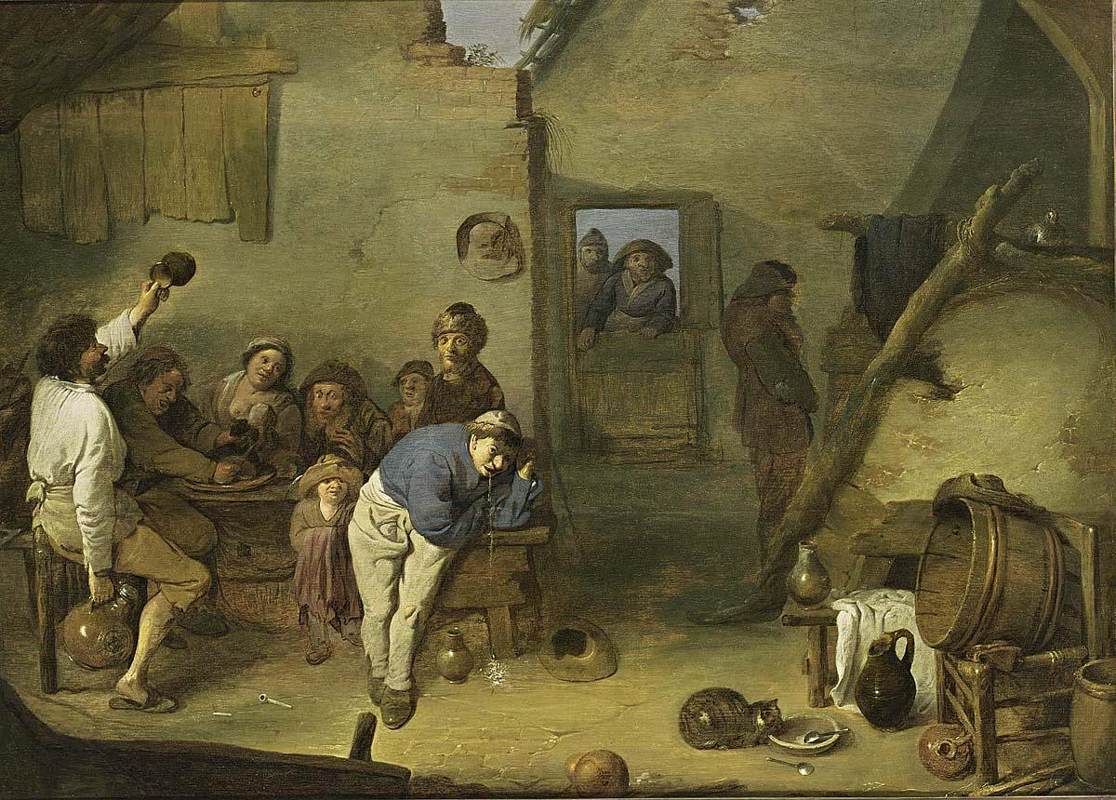
Herberg interieur
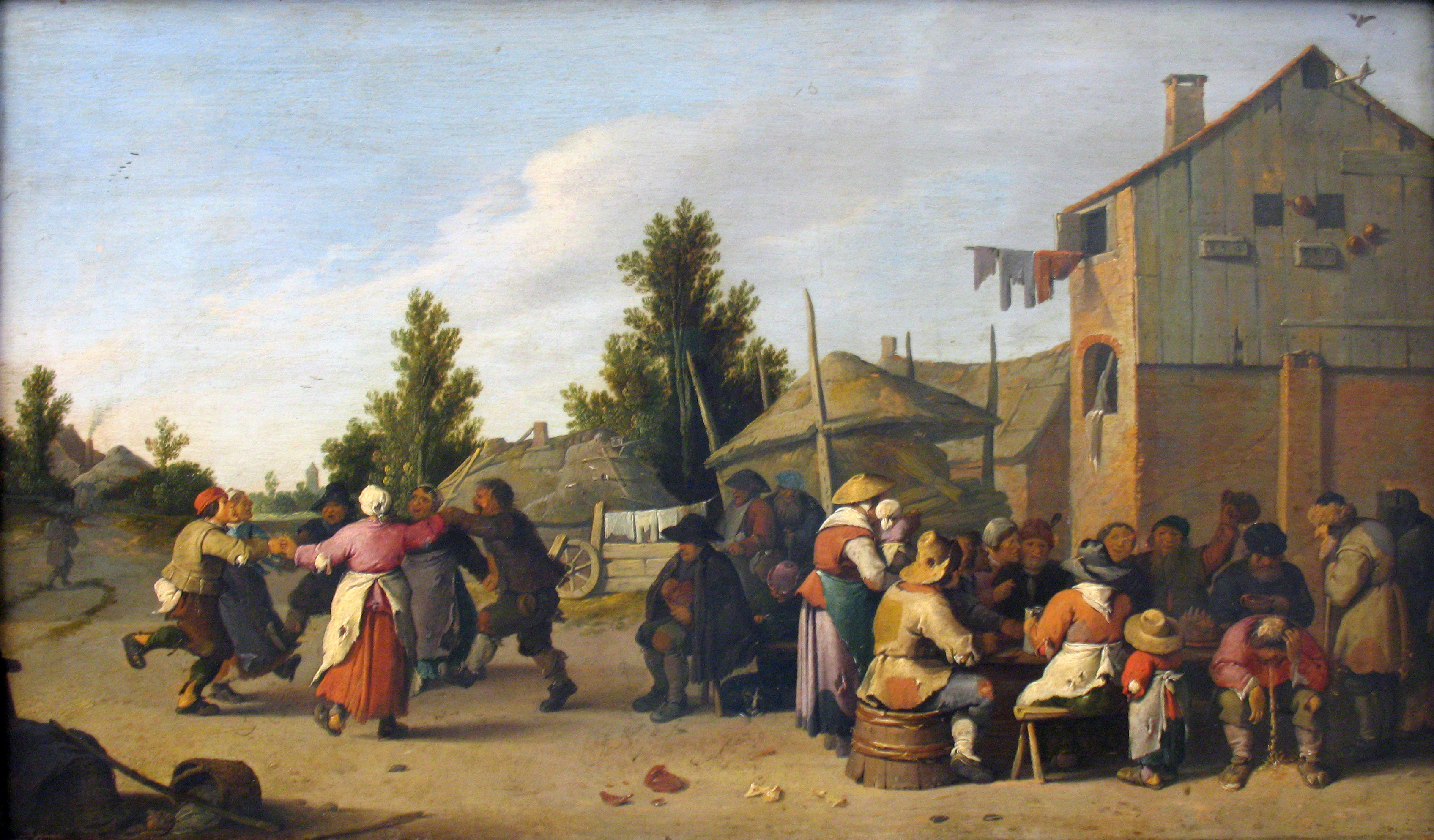
Boerenvermaak, 1625
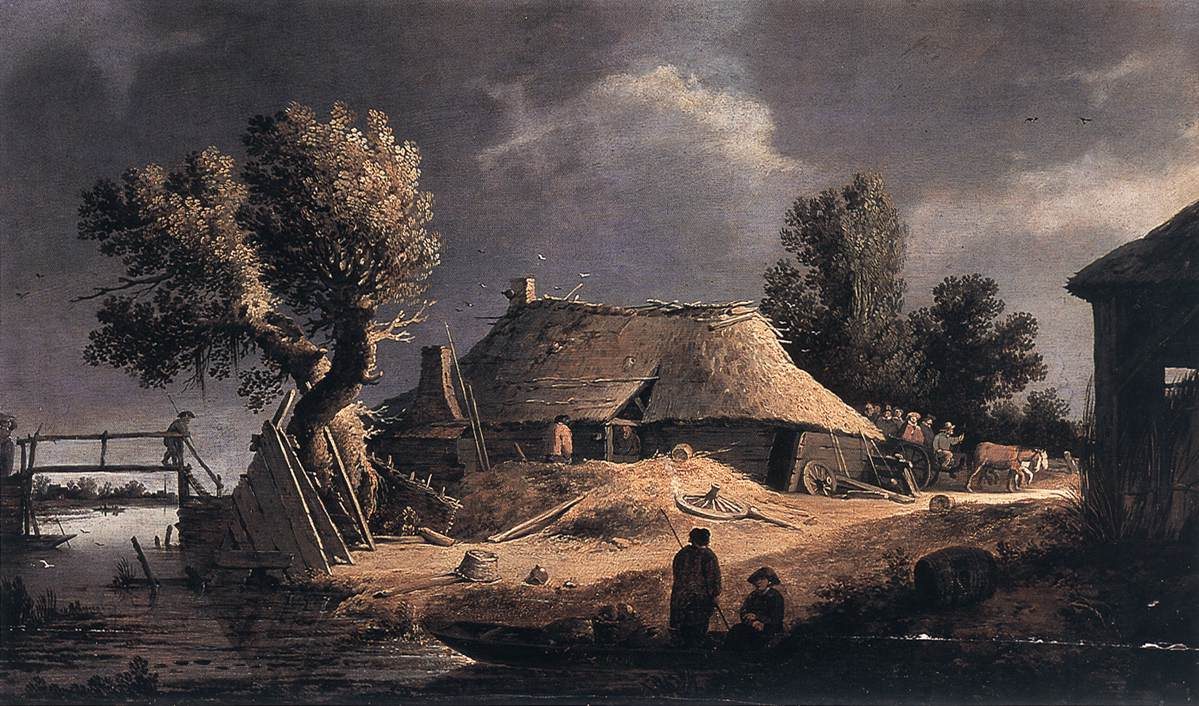
Landschap met boerderij